# Vemod
Vemod is het debuutalbum van de Zweedse muziekgroep Anekdoten. Vemod is Zweeds voor weemoed. De titel verwijst naar de muzikale sfeer en teksten op het album. Anekdoten viel destijds op om als volgelingen binnen de progressieve rock niet in de voetstappen te treden van Genesis, maar van King Crimson. De muziek bestaat uit zware basgitaar tegenover breekbare mellotrons met hier en daar korte frippertronics. Het album is opgenomen in de geluidsstudio Largen in Zweden. Anekdoten trad zelf op als muziekproducent samen met de geluidstechnici Roger Skogh en Simon Nordberg.  
Het dankwoord was onder meer gericht aan collegabands als Änglagård, Landberk en Dirty Old Men, maar ook aan Matthias Olsson, een muzikale duizendpoot in Zweden, en Pär Lindh.
Commercieel was het album geen succes. Tot aan juli 2015 zijn er circa 30.000 exemplaren verkocht.

## Musici
- Nicklas Berg – gitaar, mellotron
- Anna Sofi Dahlberg – cello, mellotron, stem
- Jan-Erik Liljeström – basgitaar, stem
- Peter Nordins – slagwerk

Met
- Per Wiberg – piano
- Pär Ekström – flügelhorn, cornet

## Muziek
| Nr. | Titel                                          | Duur |
| --- | ---------------------------------------------- | ---- |
| 1.  | Karelia (Berg, Dahlberg)                       | 7:20 |
| 2.  | The old man and the sea (Berg, Liljeström)     | 7:50 |
| 3.  | Where solitude remains 7:20 (Berg, Liljeström) | 7:20 |
| 4.  | Thoughts in absence (Berg)                     | 4:10 |
| 5.  | The flow (Anekdoten)                           | 6:58 |
| 6.  | Longing (Bberg, Dahlberg)                      | 4:50 |
| 7.  | Wheel (Anekdoten)                              | 7:50 |

De Japanse persing, die twee jaar later verscheen, werd voorzien van de bonustrack Sad rain (10:14). Karelia is een instrumentale muzikale indruk van Karelië. Het rustpunt op het album is het instrumentale Longing met alleen akoestische gitaar, cello en mellotron. De werktitel voor The flow luidde Darkness descends.
Voor liefhebbers was gedurende een korte periode in 2003 een cd-r te bestellen met daarop de demo's van dit album. De tracks toen opgenomen in 1991/1992 en 1995 (Sad rain) stonden in een andere volgorde:
1. Where solitude remains
2. The flow
3. Longing
4. Wheel
5. Karelia
6. The old man and the sea
7. Thought in abscence
8. Sad rain